# Косенки (Лебединский район)
Косенки (укр. Косенки) — село, Подопригоровский сельский совет, Лебединский район, Сумская область, Украина.
Село ликвидировано в 1988 году .

## Географическое положение
Село Косенки находится в 2-х км от левого берега реки Грунь. Примыкает к селу Скляры, на расстоянии в 1 км расположены сёла Галушки, Майдаки и Падалки. По селу протекает пересыхающий ручей с запрудой.

## История
- 1988 — село ликвидировано [1].